# 罗宾大道桥
罗宾大道桥（英語：Robin Avenue Bridge）是位于美国爱荷华州卡洛尔东部的一座桥梁，长46英尺（14），跨越罗宾大道上的一条无名溪流，建立于1913年，是卡罗尔县的15座类似桥梁之一，于1998年列入國家史蹟名錄。